# Евгений Онегин (фильм, 1958)
«Евгений Онегин» — советский полнометражный цветной художественный фильм-опера, поставленный на киностудии «Ленфильм» в 1958 году режиссёром Романом Тихомировым по одноимённой опере Петра Ильича Чайковского, созданной по роману в стихах А. С. Пушкина. Музыка оперы сокращена до продолжительности 108 минут. Главные сольные партии исполняют звезды Большого театра — Галина Вишневская, Лариса Авдеева и Евгений Кибкало.
Премьера фильма в СССР состоялась 8 марта 1959 года.

## Сюжет
Россия начала XIX века. Дворянская усадьба Лариных. В гости к сёстрам Ольге и Татьяне и их матери приезжает сосед Владимир Ленский, которого принимают как жениха Ольги. Он знакомит Лариных со своим приятелем, скучающим в глуши петербуржцем — Евгением Онегиным. Татьяна пылко увлекается гостем.
Она эмоционально переживает новые чувства. Не в силах сдержаться, она пишет Онегину письмо с признанием в любви. Во время следующего визита тот вежлив, но холоден. Он отказывает Татьяне в ответном чувстве, девушка потрясена.
У Лариных бал. Патриархальный уклад деревенской глуши накладывает отпечаток и на званый вечер. Онегину скучно. Чтобы развлечься, он оказывает повышенные знаки внимания Ольге, та шутливо отвечает. Ленский всё воспринимает всерьёз, в ходе вспыхнувшей ссоры он вызывает Онегина на дуэль.
Зимним утром противники встречаются у старой мельницы. Оба внутренне готовы к примирению, но его не происходит. Звучат выстрелы. Ленский погибает.
Проходит время. Вновь бал, на этот раз блестящий, столичный. Онегин скучает и тут. Появляется новая пара — князь Гремин с супругой. Молодая княгиня — Татьяна. По-другому оценив её великолепие, Онегин пишет ей страстное письмо. Письмо взволновало молодую женщину, прежние чувства, казалось, вернулись… на мгновение. Пора пылкой юности пролетела безвозвратно. Татьяна отвергает Онегина.

## В главных ролях
- Ариадна Шенгелая — Татьяна Ларина (поёт Галина Вишневская)
- Светлана Немоляева — Ольга Ларина (поёт Лариса Авдеева)
- Вадим Медведев — Евгений Онегин (поёт Евгений Кибкало)
- Игорь Озеров — Владимир Ленский (поёт Антон Григорьев)
- Иван Петров — князь Гремин (поёт он же)

## В ролях (в титрах не указаны)
- Зинаида Квятковская — Ларина, помещица, мать Татьяны и Ольги
- Ольга Порудолинская — няня
- Эммануил Каплан — месье Трике, француз[1]
- Гликерия Богданова-Чеснокова — гостья
- Владимир Васильев — Скотинин
- Вера Кузнецова — крепостная
- Анна Любимова — эпизод
- Яков Найшулер — эпизод
- Яков Родос — гость
- Аркадий Трусов — помещик

## Съёмочная группа
- Авторы сценария — Александр Ивановский, Роман Тихомиров
- Режиссёр-постановщик — Роман Тихомиров
- Главный оператор — Евгений Шапиро
- Режиссёры — Иосиф Гиндин, В. Миронова
- Главный художник — Николай Суворов
- Звукооператор — Григорий Эльберт
- Солисты, хор и оркестр Большого театра Союза ССР
- Музыкальный руководитель и дирижёр — Борис Хайкин
- Музыкальный консультант — А. Дмитриев
- Директор картины — В. Яковлев

## Производство
Галина Вишневская готовилась не только спеть партию Татьяны, но и сыграть её в фильме. Съёмкам помешала беременность певицы и актрисы, которая при этом не помешала исполнить весь закадровый текст, будучи на финальных месяцах беременности, хотя певице и актрисе приходилось буквально разрываться между основной работой в Москве и Ленинградом, где проходили съёмки фильма и запись звука.

## Награды
На XIII МКФ в Эдинбурге (Шотландия) в 1960 году фильм был удостоен диплома.
Исполнительница роли Татьяны Лариной актриса Ариадна Шенгелая получила первую премию на Московском кинофестивале в 1959 году, а также главный приз на Всесоюзном кинофестивале в Киеве.